# NMD
NMD (ang. Nonsense-Mediated Decay) – zachodzące w komórkach organizmów eukariotycznych zjawisko polegające na rozpoznawaniu i niszczeniu mRNA zawierających przedwczesny kodon STOP (PTC, ang. premature termination codon). Taki „proces kontroli jakości” mRNA zapobiega powstawaniu skróconych białek, które mogą być szkodliwe dla komórki. Proces NMD jest też wykorzystywany w komórce do regulacji ekspresji niektórych potrzebnych białek. Rozpoznawanie przedwczesnych kodonów STOP jest powiązane z procesami splicingu i translacji.

## NMD u drożdży
U drożdży Saccharomyces cerevisiae NMD zachodzi w cytoplazmie podczas translacji. Do rozpoznania przedwczesnego kodonu STOP potrzebna jest położona w kierunku 3' od kodonu STOP sekwencja DSE (ang. downstream destabilizing element). Kiedy rybosom podczas translacji zatrzymuje się na kodonie STOP, wiąże się z nim kompleks białkowy zawierający eukariotyczne czynniki uwalniające (eRF) i białka Upf. Jeśli wykryją one położoną niedaleko sekwencję DSE, rozpoczyna się degradacja mRNA.

## NMD u ssaków
U ssaków kodon STOP jest rozpoznawany jako przedwczesny, jeśli znajduje się co najmniej 55 nukleotydów w kierunku 5' od miejsca łączenia egzonów. Po splicingu zostaje tam kompleks białkowy zawierający m.in. białka zaangażowane w kierowanie mRNA zawierających PTC do degradacji.

## Zastosowania w medycynie
Prowadzone są badania nad lekami umożliwiającymi przechodzenie rybosomu przez przedwczesny kodon STOP i syntezę białek o pełnej długości. Takie leki mogą znaleźć zastosowanie w terapii chorób genetycznych spowodowanych mutacjami punktowymi wprowadzającymi przedwczesny kodon STOP, np. mukowiscydozy czy dystrofii mięśniowej Duchenne’a